# Mr Brainwash
Pour les articles homonymes, voir Guetta.
 (mai 2020).
Si vous disposez d'ouvrages ou d'articles de référence ou si vous connaissez des sites web de qualité traitant du thème abordé ici, merci de compléter l'article en donnant les références utiles à sa vérifiabilité et en les liant à la section « Notes et références ».
Thierry Guetta, dit Mr Brainwash (ou MBW), est un graffeur français, né en 1966 à Garges-lès-Gonesse.

## Biographie

### Jeunesse et formation
Cadet d’une famille d'origine juive tunisienne de cinq enfants, cousin de l’artiste Invader, il grandit dans une famille d'artistes et développe dès son jeune âge une passion pour l'art et la culture visuelle. À la suite de la perte de sa mère, en 1985 il émigre aux États-Unis, à Los Angeles où il commence à travailler dans le domaine de la mode et de la vidéo.

### Carrière artistique
Mr. Brainwash se fait connaître dans le milieu artistique après avoir rencontré le célèbre street artist Banksy à Los Angeles. Inspiré par cette rencontre, il décide de se lancer dans l'art et adopte le pseudonyme de Mr. Brainwash. Son style éclectique mélange des éléments de pop art, de graffiti et de culture populaire, caractérisé par des couleurs vives et des collages audacieux.
En 2008, il organise sa première exposition personnelle intitulée "Life is Beautiful", qui connaît un immense succès et attire l'attention des médias ainsi que des collectionneurs d'art. Cette exposition marque un tournant dans sa carrière et lui permet de se faire un nom dans le monde de l'art contemporain.
En octobre 2013, Guetta fait partie de l’exposition Art Wars à la galerie Saatchi organisée par Ben Moore. Il a créé un casque de Stormtrooper, au profit de la fondation Missing Tom, exposée sur la plateforme de Regent Park à Londres.

### Style et influences
Le travail de Mr. Brainwash est souvent décrit comme un mélange de critiques sociales et d'hommages à la culture populaire. Ses œuvres mettent en avant des icônes célèbres, des personnages de films et des références à la musique, tout en abordant des thèmes tels que la société de consommation, la célébrité et l'authenticité. Son approche humoristique et provocatrice attire un large public, rendant son art accessible tout en suscitant la réflexion.

### Collaborations et projets
Au fil du temps, Mr. Brainwash a collaboré avec plusieurs artistes et marques renommés, consolidant ainsi sa place sur la scène artistique internationale. Son travail a été exposé dans des galeries prestigieuses à travers le monde, et il a participé à divers projets artistiques et événements culturels.

### Héritage et impact
Mr. Brainwash est considéré comme une « figure emblématique du street art moderne ». Son parcours atypique et son style distinctif ont contribué à populariser le mouvement du street art et à le rendre plus acceptable dans le monde de l'art contemporain traditionnel. Malgré les controverses entourant son travail et sa méthode de création, il demeure une figure fascinante qui continue d'influencer de nombreux artistes contemporains.

### Vie personnelle
Mr. Brainwash vit actuellement à Los Angeles, où il continue de créer et d'exposer ses œuvres. Sa personnalité charismatique et son engagement envers l'art font de lui un personnage incontournable de la scène artistique actuelle.

### Signature
Toutes ses pièces uniques ont l'inscription « Life Is Beautiful » au dos, l’empreinte de son pouce, une signature à la main et un billet de dollar avec un numéro de série qui correspond à l’œuvre.

## Expositions
- Life Is Beautiful, été 2008, Hollywood.
- Life Is Beautiful: Icons, 14 février 2010, New York.
- Opera Gallery à Londres, 6 octobre 2011, Londres, Opera Gallery.
- Festival du film de Toronto
- Jeux olympiques, « The Old Sorting Office »
- Life is Beautiful: Under Construction, Miami
- Life is Beautiful: Untitled, Miami
- Life is Beautiful: Art Show 2011, Los Angeles
- Peinture Murale pour le 11 septembre 2014-2015, New York
- Peinture Murale à Washington pour la journée Internationale de la Femme, 2016
- Mr Brainwash Art Museum à Beverly Hills

## Collaborations artistiques
Thierry Guetta a apporté sa « griffe » à un certain nombre de couvertures d'albums, à certains évènements et dans certains lieux parmi lesquels : 

### Chanteurs
- Album Celebration, Madonna, 2009
- Album I'm With You, Red Hot Chili Peppers, 2011
- Album posthume Xscape, Michael Jackson, 2014
- Album Divine Sorrow (en), Wyclef Jean avec Avicii, 2014
- Album Cloud 9, Kygo, 2017

### Événements et lieux
- Émission The Tonight Show, Jimmy Fallon
- Hard Rock Hotel, Las Vegas
- Mercedes-Benz
- Hublot, Bal Harbour (comté de Miami-Dade)
- Anniversaire de Coca-Cola
- Sunglass Hut, New York

### Documentaire
- Faites le mur ! (Exit Through the Gift Shop) - documentaire (1 h 27) réalisé par Banksy en 2010.